# Chefboss

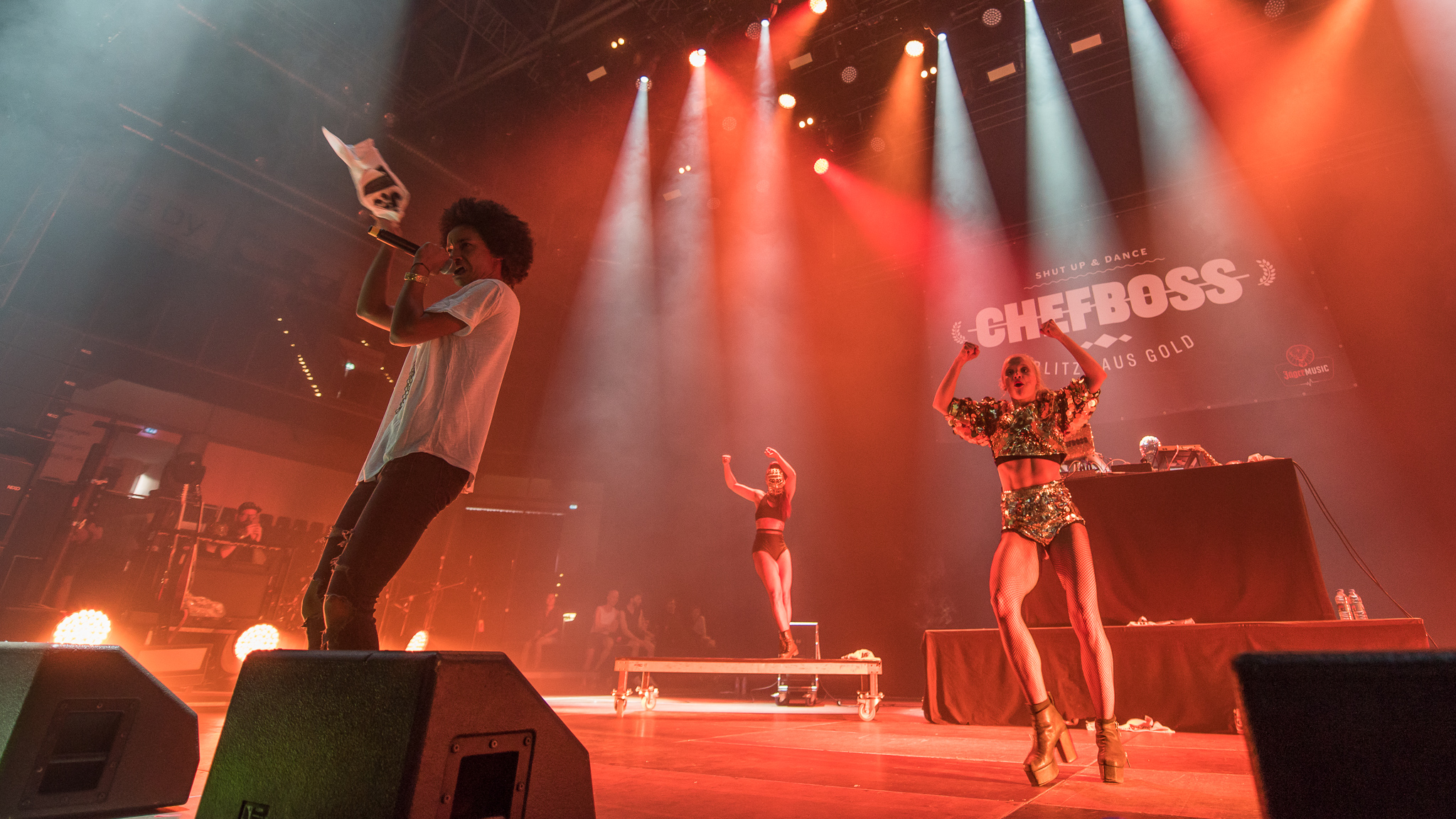
Chefboss

Chefboss sind eine Hamburger Dancehall-Gruppe, bestehend aus der Sängerin Alice Martin und der Tänzerin und Choreografin Maike Mohr.

## Geschichte
Die Gruppe besteht seit 2014. Intention der Gründung war es, deutschsprachigen Dancehall mit Tanzmoves wie dem Vogueing auf die Bühne zu bringen. 2015 erschien die EP Blitzlichtgewitter. Es folgten Auftritte auf größeren Festivals, darunter Sputnik Springbreak, Frequency, Rock am Ring/Rock im Park, das Deichbrand Festival und das Hurricane Festival sowie die Kieler Woche. 2017 erschien das Debütalbum Blitze aus Gold bei Universal.

## Diskografie

### Alben
- 2017: Blitze aus Gold

### EPs
- 2015: Blitzlichtgewitter
- 2019: Kein Geld der Welt (+ Buch)

### Singles
- 2017: Insel
- 2017: Zombie Apokalypse
- 2017: 2 Sterne
- 2017: Träume
- 2017: Immer wenn sie tanzt
- 2018: Hol dein Freak raus (feat. Tino Turner)
- 2018: Weißt du noch?
- 2018: Frida Kahlo
- 2018: Unterwegs
- 2019: kein Geld der Welt (mit Bosse)